# 埃马努埃尔 (萨尔姆-萨尔姆)
埃马努埃尔·菲利普·尼古劳斯·约翰·费利克斯（德語：Emanuel Philipp Nikolaus Johann Felix；1961年12月6日—），出生于明斯特。萨尔姆亲王。是萨尔姆-萨尔姆亲王卡尔-菲利普与艾丽卡·冯·摩尔根的长子。
1992年12月9日，埃马努埃尔在伊瑟尔堡与齐塔·冯·克洛特-海登费尔特（Zita de Klot-Heydenfeldt）结婚，二人2002年离婚。没有子嗣。